# 第132回天皇賞
第132回天皇賞（だい132回てんのうしょう）は、2005年10月30日に、日本中央競馬会（JRA）が主催し、東京競馬場で行われた競馬の競走である。副題を含めた名称は「エンペラーズカップ100年記念 第132回天皇賞」。
5歳牝馬のヘヴンリーロマンスが、前年の覇者で1番人気に推されたゼンノロブロイを退け、GIを初制覇した。

## 前哨戦
同年開催のオールカマー、毎日王冠、京都大賞典のいずれかで2着以内に入った地方馬には、当競走の優先出走が認められた（該当馬なし）。これら前哨戦の競走結果は、以下のとおりであった。

### オールカマー
| 着順 | 競走馬名         | 性齢 | 斤量 | 騎手     | タイム | 着差    | 人気 |
| ---- | ---------------- | ---- | ---- | -------- | ------ | ------- | ---- |
| 1    | ホオキパウェーブ | 牡4  | 57   | 後藤浩輝 | 2:16.7 |         | 4    |
| 2    | グラスボンバー   | 牡5  | 57   | 勝浦正樹 | 2:16.7 | クビ    | 2    |
| 3    | エルノヴァ       | 牡6  | 55   | 田中勝春 | 2:16.8 | 1/2馬身 | 6    |

オールカマーには10頭が出走した。競走は、前に行くと思われたコイントスが出遅れ、1000m通過が64秒9の超スローペースとなった。その中、いつもは追い込み策をとるホオキパウェーブが早めに仕掛け、直線半ばで先頭に立つと、最後はグラスボンバーとエルノヴァの追撃を振り切り、重賞初勝利を飾った。

### 毎日王冠
| 着順 | 競走馬名           | 性齢 | 斤量 | 騎手     | タイム | 着差     | 人気 |
| ---- | ------------------ | ---- | ---- | -------- | ------ | -------- | ---- |
| 1    | サンライズペガサス | 牡7  | 58   | 後藤浩輝 | 1:46.5 |          | 9    |
| 2    | テレグノシス       | 牡6  | 58   | 勝浦正樹 | 1:46.8 | 1馬身3/4 | 6    |
| 3    | ケイアイガード     | 牡4  | 57   | 柴山雄一 | 1:47.0 | 1馬身    | 13   |

毎日王冠には17頭が出走した。競走は、1番人気のダイワメジャーがスタート直後に先手を奪い、これとコスモバルク、バランスオブゲームの3頭が先行する展開となった。コスモバルクが3コーナーで先頭に立つも、直線に入って早々失速。4コーナーで2番手につけ、直線で一気に加速し先頭に立ったサンライズペガサスが、テレグノシスの急追を退けて1馬身4分の3の差をつけ勝利した。3着に13番人気のケイアイガードが入り、3連単1,479,620円の大波乱となった。

### 京都大賞典
| 着順 | 競走馬名         | 性齢 | 斤量 | 騎手     | タイム | 着差    | 人気 |
| ---- | ---------------- | ---- | ---- | -------- | ------ | ------- | ---- |
| 1    | リンカーン       | 牡5  | 57   | 武豊     | 2:25.4 |         | 1    |
| 2    | コイントス       | 牡7  | 57   | 藤岡佑介 | 2:25.5 | 1/2馬身 | 9    |
| 3    | ファストタテヤマ | 牡6  | 57   | 武幸四郎 | 2:26.0 | 3馬身   | 6    |

京都大賞典には12頭が出走した。競走は、ビッグゴールドが先導し向正面まで逃げる展開となったが、3～4コーナーでコイントスが差を詰め、直線半ばを待たずに先頭に立った。これを追走したリンカーンがゴール直前で抜け出し、2004年の阪神大賞典（GII）以来となる1年半ぶりの勝利を掴んだ。リンカーンは獲得賞金の関係上、秋のGI出走が危うい状況にあったが、この競走を制して4度目の天皇賞に進んだ。

## 出走馬

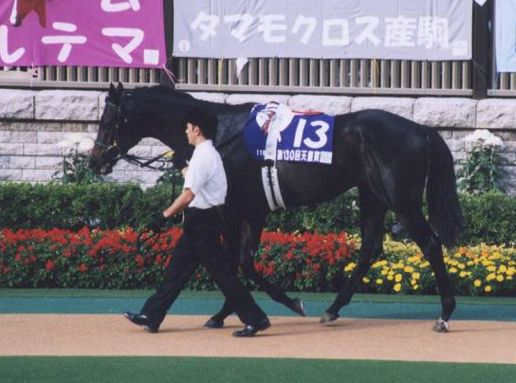
1番人気に推されたゼンノロブロイ(画像は2004年、第130回天皇賞のもの)

第2回特別登録の時点で25頭が登録し、当競走にはフルゲートの18頭が出走した。その内8頭がGI優勝の経験があり、これは天皇賞史上最多（当時）であった。また、出走馬の総重賞勝ち鞍は52にのぼった。 
前年の覇者で、前走英インターナショナルステークス（G1）でエレクトロキューショニスト（Electrocutionist）のクビ差2着であったゼンノロブロイが圧倒的1番人気に推され、2番人気ハーツクライ、3番人気リンカーンと上位人気にサンデーサイレンス産駒が続いた。前年の競走でゼンノロブロイの2着になったダンスインザムードは、前年と同じく13番人気、クイーンステークス（GIII）からの連闘で前走の札幌記念（GII）を制したヘヴンリーロマンスは14番人気と人気薄であった。 

### 外国産馬、外国馬
2005年から天皇賞が国際競走に指定されたため、これが国際競走として実施される初の天皇賞（秋）となった。天皇賞は、2000年の天皇賞（春）から出走制限付きで外国産馬の出走が可能となっていたが、国際競走に指定され外国馬が5頭まで出走可能となったことを契機に、外国産馬の出走制限が撤廃された。
外国産馬は、アサクサデンエンとタップダンスシチーが出走、外国馬は、ニューモーニング（New Morning）とデビッドジュニア（David Junior）の2頭（いずれもイギリス馬）が予備登録を行い、JRAが競走に選定したが、2頭とも出走を辞退したため出走した馬はいなかった。

### 枠順
| 枠番 | 馬番 | 競走馬名           | 性齢 | 斤量 | 騎手       | 調教師     | オッズ | 人気 | 馬体重(増減) |
| ---- | ---- | ------------------ | ---- | ---- | ---------- | ---------- | ------ | ---- | ------------ |
| 1    | 1    | ヘヴンリーロマンス | 牝5  | 56   | 松永幹夫   | 山本正司   | 75.8   | 14   | 510(-2)      |
| 1    | 2    | スズカマンボ       | 牡4  | 58   | 安藤勝己   | 橋田満     | 29.7   | 8    | 480(-4)      |
| 2    | 3    | リンカーン         | 牡5  | 58   | 武豊       | 音無秀孝   | 7.2    | 3    | 474(0)       |
| 2    | 4    | ハットトリック     | 牡4  | 58   | O.ペリエ   | 角居勝彦   | 35.7   | 11   | 490(+2)      |
| 3    | 5    | アサクサデンエン   | 牡6  | 58   | 蛯名正義   | 河野通文   | 32.6   | 9    | 496(-6)      |
| 3    | 6    | タップダンスシチー | 牡8  | 58   | 佐藤哲三   | 佐々木晶三 | 14.1   | 6    | 520(+8)      |
| 4    | 7    | ホオキパウェーブ   | 牡4  | 58   | 藤田伸二   | 二ノ宮敬宇 | 43.0   | 12   | 488(0)       |
| 4    | 8    | キングストレイル   | 牡3  | 56   | 福永祐一   | 藤沢和雄   | 34.1   | 10   | 486(-2)      |
| 5    | 9    | メイショウカイドウ | 牡6  | 58   | 幸英明     | 坂口正大   | 155.0  | 18   | 518(+2)      |
| 5    | 10   | ハーツクライ       | 牡4  | 58   | C.ルメール | 橋口弘次郎 | 6.7    | 2    | 490(-6)      |
| 6    | 11   | ストーミーカフェ   | 牡3  | 56   | 四位洋文   | 小島太     | 82.5   | 15   | 484(+2)      |
| 6    | 12   | ダンスインザムード | 牝4  | 56   | 北村宏司   | 藤沢和雄   | 53.9   | 13   | 468(-4)      |
| 7    | 13   | ゼンノロブロイ     | 牡5  | 58   | 横山典弘   | 藤沢和雄   | 2.2    | 1    | 500（不明）  |
| 7    | 14   | スイープトウショウ | 牝4  | 56   | 池添謙一   | 鶴留明雄   | 9.0    | 4    | 464(-2)      |
| 7    | 15   | テレグノシス       | 牡6  | 58   | 勝浦正樹   | 杉浦宏昭   | 22.3   | 7    | 470(-2)      |
| 8    | 16   | サンライズペガサス | 牡7  | 58   | 後藤浩輝   | 石坂正     | 13.7   | 5    | 478(-8)      |
| 8    | 17   | アドマイヤグルーヴ | 牝5  | 56   | 上村洋行   | 橋田満     | 96.0   | 17   | 466(-8)      |
| 8    | 18   | バランスオブゲーム | 牡6  | 58   | 田中勝春   | 宗像義忠   | 82.9   | 16   | 470(0)       |

## 競走施行日

### 天覧競馬

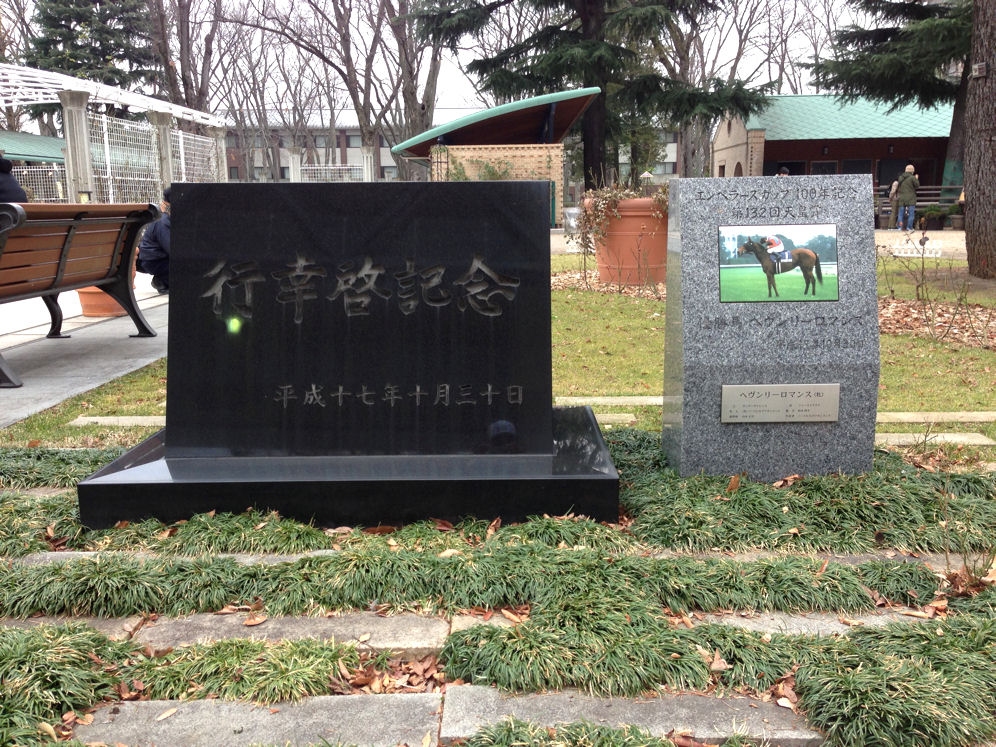
天皇・皇后行幸啓を記念する碑

この競走には「エンペラーズカップ100年記念」の副題が付けられ、第125代天皇明仁・皇后美智子（称号は当時）が観戦する中で施行された。
天皇・皇后の観戦は、当初、2004年の天皇賞（秋）が予定されていたが、競走施行日の8日前に発生した新潟県中越地震の影響で取りやめとなっていた。この日まで、天皇が天皇賞を観戦した例はなく、天覧競馬自体も1899年以来、106年ぶりのことであった。
競走前に天皇・皇后は場内の競馬博物館で「エンペラーズカップ100年記念 栄光の天皇賞展」を鑑賞し、その後、観戦場所となるメモリアルスタンドに入った。天皇・皇后をメモリアルスタンドで出迎える役目は、柴田善臣（日本騎手クラブ会長）、松永幹夫（日本騎手クラブ関西支部長）、武豊（この年にディープインパクトでクラシック三冠を達成）の3騎手が務めた。

### 展開
競走は、タップダンスシチーが好スタートを決めるも、それをストーミーカフェが交わし、先頭に立って逃げる展開になった。いつもは緩みのないラップを刻むストーミーカフェであったが、今回は慎重に脚を溜めており、2番手のタップダンスシチーも折り合いに専念した結果、前半は1000m通過が62秒4の超スローペースとなった。ヘヴンリーロマンスは中団馬群の内を、ゼンノロブロイは6・7番手を進んだ。
残り400m地点で、先頭を守ってきたストーミーカフェが失速、替わって3番手を追走していたダンスインザムードが内をついて抜け出したが、これを後続馬群からゼンノロブロイが猛攻。ゼンノロブロイが残り100mでダンスインザムードを捉えて連覇が決まったかに思われたが、ゴール寸前にヘヴンリーロマンスがこの2頭の間に割り込み、ゼンノロブロイをアタマ差で交わし1着で入線した。
2着と3着にはいずれも藤沢和雄厩舎のゼンノロブロイ、ダンスインザムードが入った。

### 競走後の最敬礼

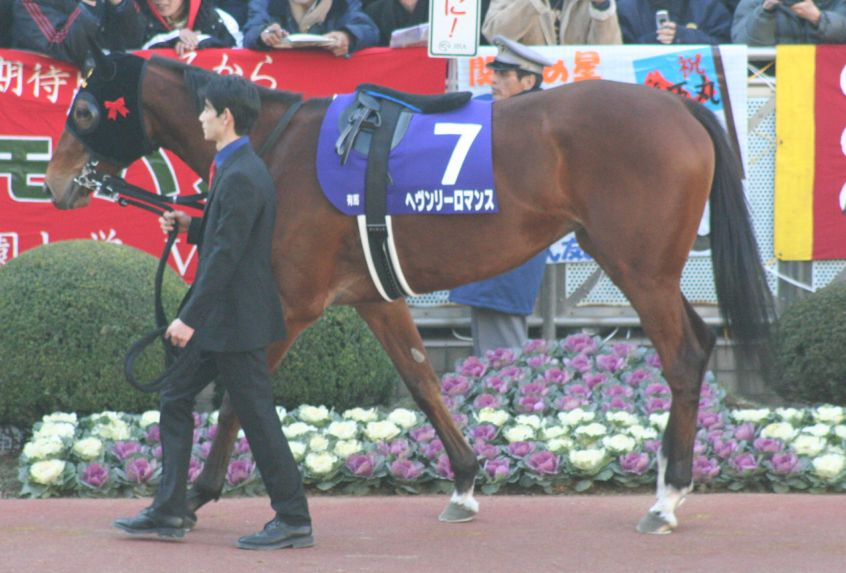
勝利したヘヴンリーロマンス（画像は2005年、第50回有馬記念のもの）

本人も驚くほどの快勝劇もあって、勝利後、松永はウイニングランすら忘れ、そのままダートコースから引き上げようとしたが、ハットトリック鞍上のペリエからウイニングランをするよう促された。東京競馬場で行われるGIのウイニングランは、2コーナーあたりで反転し、そのまま芝コースを戻るのが一般的だが、松永とヘヴンリーロマンスは、ゴール後向きを変えず、左回りにコースを1周した。そして、ウイニングランを終えてロイヤルボックスの下で立ち止まると、松永はヘルメットを取り、馬上から天皇・皇后に向かって深々と一礼した。
松永によると、ヘヴンリーロマンスは「普段から噛みついたり、ほかの馬を蹴ったりするようなやんちゃな馬」であったが、松永がヘルメットを取って一礼している間、微動だにせず、耳を前に揃えてセレモニーが終わるのを待っていた。この最敬礼のシーンは、「名画のような優雅な光景（片山良三）」、「映画のワンシーンのような、競馬史に残る美しい場面（軍土門隼夫）」と評された。

## 競走結果

### 着順
出典：JRAおよびnetkeiba.com
| 着順 | 枠番 | 馬番 | 競走馬名           | 騎手       | タイム | 着差      | 上り | 単勝  | 人気 | 賞金（万円） 付加金を含む。 |
| ---- | ---- | ---- | ------------------ | ---------- | ------ | --------- | ---- | ----- | ---- | --------------------------- |
| 1着  | 1    | 1    | ヘヴンリーロマンス | 松永幹夫   | 2:00.1 |           | 32.7 | 75.8  | 14   | 13,582.2                    |
| 2着  | 7    | 13   | ゼンノロブロイ     | 横山典弘   | 2:00.1 | アタマ    | 32.7 | 2.2   | 1    | 05,409.2                    |
| 3着  | 6    | 12   | ダンスインザムード | 北村宏司   | 2:00.1 | クビ      | 33.3 | 53.9  | 13   | 03,354.6                    |
| 4着  | 3    | 5    | アサクサデンエン   | 蛯名正義   | 2:00.3 | 1馬身     | 33.2 | 32.6  | 9    | 02,000.0                    |
| 5着  | 7    | 14   | スイープトウショウ | 池添謙一   | 2:00.4 | 1/2馬身   | 32.8 | 9.0   | 4    | 01,320.0                    |
| 6着  | 5    | 10   | ハーツクライ       | C.ルメール | 2:00.4 | クビ      | 32.8 | 6.7   | 2    |                             |
| 7着  | 2    | 4    | ハットトリック     | O.ペリエ   | 2:00.5 | クビ      | 32.6 | 35.7  | 11   |                             |
| 8着  | 6    | 11   | ストーミーカフェ   | 四位洋文   | 2:00.6 | 3/4馬身   | 34.1 | 82.5  | 15   |                             |
| 9着  | 3    | 6    | タップダンスシチー | 佐藤哲三   | 2:00.6 | ハナ      | 33.9 | 14.1  | 6    |                             |
| 10着 | 4    | 7    | ホオキパウェーブ   | 藤田伸二   | 2:00.6 | ハナ      | 33.4 | 43.0  | 12   |                             |
| 11着 | 8    | 18   | バランスオブゲーム | 田中勝春   | 2:00.7 | クビ      | 33.8 | 82.9  | 16   |                             |
| 12着 | 8    | 16   | サンライズペガサス | 後藤浩輝   | 2:00.7 | クビ      | 33.4 | 13.7  | 5    |                             |
| 13着 | 1    | 2    | スズカマンボ       | 安藤勝己   | 2:00.8 | クビ      | 32.9 | 29.7  | 8    |                             |
| 14着 | 7    | 15   | テレグノシス       | 勝浦正樹   | 2:00.9 | 1/2馬身   | 32.8 | 22.3  | 7    |                             |
| 15着 | 2    | 3    | リンカーン         | 武豊       | 2:00.9 | クビ      | 32.8 | 7.2   | 3    |                             |
| 16着 | 4    | 8    | キングストレイル   | 福永祐一   | 2:01.1 | １馬身1/4 | 32.7 | 34.1  | 10   |                             |
| 17着 | 8    | 17   | アドマイヤグルーヴ | 上村洋行   | 2:01.1 | ハナ      | 33.3 | 96.0  | 17   |                             |
| 18着 | 5    | 9    | メイショウカイドウ | 幸英明     | 2:01.3 | 1馬身1/2  | 33.3 | 155.0 | 18   |                             |

### 制裁
- スイープトウショウ号は、馬場入場時に膠着したことについて調教注意。

### タイム
出典：JRA
| 1000m通過タイム   | 62.4秒（ストーミーカフェ） |
| 上がり4ハロン     | 45.4秒                     |
| 上がり3ハロン     | 33.6秒                     |
| 最速上がり3ハロン | 32.6秒（ハットトリック）   |

### 払戻金
出典：JRA
| 投票券 | 馬番    | 払戻金      | 人気       | 的中票数    | 投票数       |
| ------ | ------- | ----------- | ---------- | ----------- | ------------ |
| 単勝   | 1       | 7,580円     | 14番人気   | 6万7850票   | 652万2981票  |
| 複勝   | 1       | 1,350円     | 14番人気   | 7万9652票   | 580万4521票  |
| 複勝   | 13      | 130円       | 1番人気    | 190万3328票 | 580万4521票  |
| 複勝   | 12      | 970円       | 13番人気   | 11万3246票  | 580万4521票  |
| 枠連   | 1-7     | 2,200円     | 8番人気    | 48万6413票  | 1447万5874票 |
| 馬連   | 1-13    | 12,340円    | 37番人気   | 35万6902票  | 5963万4260票 |
| ワイド | 1-13    | 3,550円     | 35番人気   | 6万5968票   | 950万4693票  |
| ワイド | 1-12    | 14,660円    | 102番人気  | 1万5726票   | 950万4693票  |
| ワイド | 12-13   | 2,290円     | 24番人気   | 10万3575票  | 950万4693票  |
| 馬単   | 1-13    | 47,290円    | 101番人気  | 5万2924票   | 3390万9969票 |
| ３連複 | 1-12-13 | 141,100円   | 239番人気  | 2万3964票   | 4581万4866票 |
| ３連単 | 1-13-12 | 1,226,130円 | 1667番人気 | 5362票      | 8908万5351票 |

## 記録
| 回数 | 年     | 競走名           | 競走馬名           |
| ---- | ------ | ---------------- | ------------------ |
| 1    | 1991年 | オークス         | イソノルーブル     |
| 2    | 1996年 | 秋華賞           | ファビラスラフイン |
| 3    | 1997年 | 桜花賞           | キョウエイマーチ   |
| 4    | 2000年 | 桜花賞           | チアズグレイス     |
| 5    | 2000年 | エリザベス女王杯 | ファレノプシス     |
| 6    | 2005年 | 天皇賞（秋）     | ヘヴンリーロマンス |

ヘヴンリーロマンスはGI初制覇。天皇賞（秋）では、1997年のエアグルーヴ以来8年ぶり、史上12頭目となる牝馬の勝利であった。
また単勝オッズ75.8倍での優勝は、記録が確認できる1956年以降では第92回優勝馬ギャロップダイナ（119.5倍）に次ぐレース史上2番目の大穴となっており、14番人気での優勝は第145回優勝馬ビートブラックと並んで2024年現在も天皇賞最低記録である。
また、勝ちタイム2:00.1は良馬場開催の天皇賞(秋)では最も遅い優勝タイムとなっている
松永は2000年エリザベス女王杯（ファレノプシス）以来の中央GI6勝目を挙げた。松永のGI制覇は全6勝とも牝馬で達成しているが、過去5勝はいずれも牝馬限定競走での勝利であったため、牝馬限定戦以外では今回の天皇賞（秋）が初となった。また、自厩舎（山本厩舎）の馬で勝利した初めての中央GIでもあった。
山本は、調教師として1978年桜花賞（オヤマテスコ）、1984年安田記念（ハッピープログレス）に次ぐ中央GI（級）制覇であった。
ハットトリックが記録した上がり3F32秒6は、第128回の2着馬ツルマルボーイによる33秒1を更新する同レース最速記録で、2024年現在も第170回優勝馬ドウデュース（32秒5）に次ぐ歴代2位

## テレビ・ラジオ実況
- ラジオNIKKEI
  - 実況：小林雅巳
- フジテレビ
  - 実況：塩原恒夫
  - パドック実況：吉田伸男
  - パドック解説：吉田均（競馬エイト・トラックマン）
  - ゲート前リポーター：佐野瑞樹